# Beseritz
Beseritz (1236: Bezeriz, 1355: Byseritze) ist eine der kleinsten Gemeinden im Landkreis Mecklenburgische Seenplatte. Sie wird vom Amt Neverin mit Sitz in der Gemeinde Neverin verwaltet.

## Geografie
Die Gemeinde Beseritz, zwischen den Kleinstädten Altentreptow und Friedland gelegen, ist von der Kreisstadt Neubrandenburg etwa 20 Kilometer entfernt. Die Umgebung von Beseritz ist durch die sanftwellige Fläche des Werders geprägt. Diese Grundmoräne, auf der einige kleine abflusslose Seen liegen, wird westlich, nördlich und östlich von Beseritz durch die rund 30 Meter tiefer gelegenen Auen des Kleinen Landgrabens sowie des Neuen oder Mittelgrabens begrenzt. Im Westen der Gemeinde liegt der Tiefe See, ein bis zu 18 Meter tiefes Standgewässer mit circa 8,1 Hektar Fläche ohne Abfluss. Die gesamte Umgebung wird vornehmlich von der Landwirtschaft bestimmt.
Die Gemeinde grenzt im Nordosten an die Stadt Friedland, im Südosten an Datzetal, im Südwesten an Brunn, im Westen an Werder (Berührungspunkt) und im Nordwesten an Siedenbollentin.

## Geschichte
Bereits 946 tauchte der Ort als Miceretz in einer Urkunde auf (Stiftung des Bistums Havelberg). Letztere Deutung ist fraglich, es wird die terra Meseritz gemeint sein. Die erste urkundliche Erwähnung als Beseritz stammt aus dem Jahr 1236. Beseritz war Hauptort des Landes Beseritz, das Herzog Wartislaw III. von Pommern mit den Ländern Stargard und Wustrow im Jahr 1236 nach dem Vertrag von Kremmen an den brandenburgischen Markgrafen abtrat.
Im Jahre 1784 erhielt Johann August Schlettwein († 1802) das Gut, nach dessen Tod ging es an seine Tochter Ernestine F. E. († 1849), die mit Johann Christoph Rodbertus († 1827) verheiratet war. Im Jahre 1849 erbte das Eigentum die Tochter Mathilde, die mit Franz H. E. von Lepel (1803–1877) auf Gut Wieck-Gützkow verheiratet war. Nachdem Mathilde aus den Einnahmen des Wiecker Gutes ihren Bruder Karl Rodbertus ausgezahlt hatte, trat 1854 ihr Sohn Wilhelm Friedrich Karl von Lepel (1829–1886) den Besitz von Beseritz an. Er ging jedoch 1879 mit dem Gut in Konkurs. Das Gut wurde an Graf Arthur von Bernstorff verkauft, der es um 1880 nach einem Totalbrand vom Schweriner Baurat Georg Daniel erneuern ließ, als Bauherr wirkte Christian von Bernstorff. Die Familie Bernstorff blieb bis 1945 im Besitz von Beseritz.

## Dienstsiegel
Die Gemeinde verfügt über kein amtlich genehmigtes Hoheitszeichen, weder Wappen noch Flagge. Als Dienstsiegel wird das kleine Landessiegel mit dem Wappenbild des Landesteils Mecklenburg geführt. Es zeigt einen hersehenden Stierkopf mit abgerissenem Halsfell und Krone und der Umschrift „GEMEINDE BESERITZ * LANDKREIS MECKLENBURGISCHE SEENPLATTE“.

## Sehenswürdigkeiten
- neugotisches Herrenhaus Beseritz, ein 1890 vollendeter Backsteinbau nach Plänen von Georg Daniel auf dem Sockelgeschoss eines Vorgängerbaus; mit Mittelrisalit und südöstlichem Turmanbau[5]
- gotische, einschiffige Dorfkirche Beseritz aus Feldstein von um 1300, späterer Holzturm; nach Brand von 1879 Wiederaufbau bis 1881; neugotischer Westturm von 1881 mit achtseitigem Spitzhelm nach Plänen von Georg Daniel

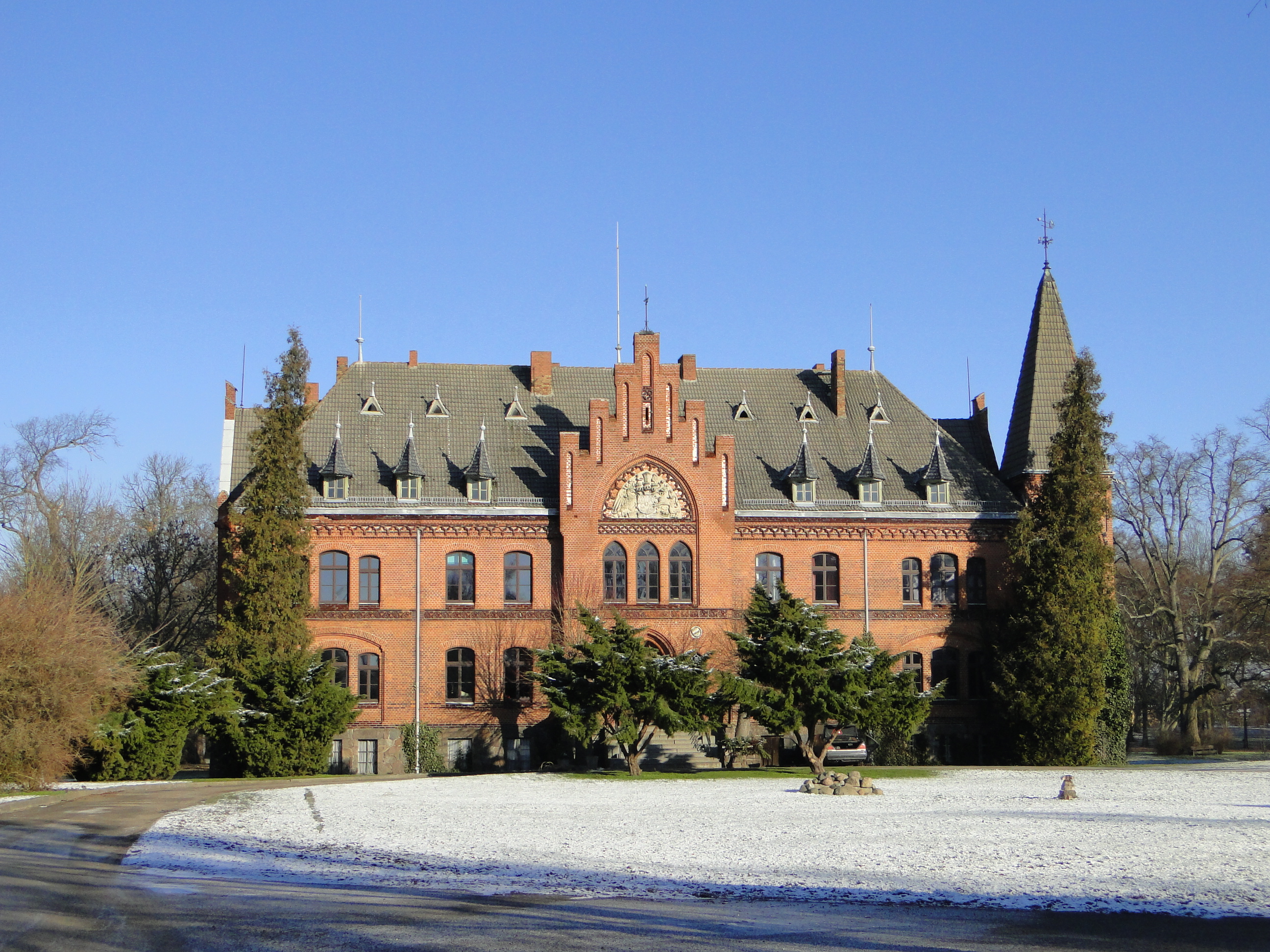
Herrenhaus Beseritz
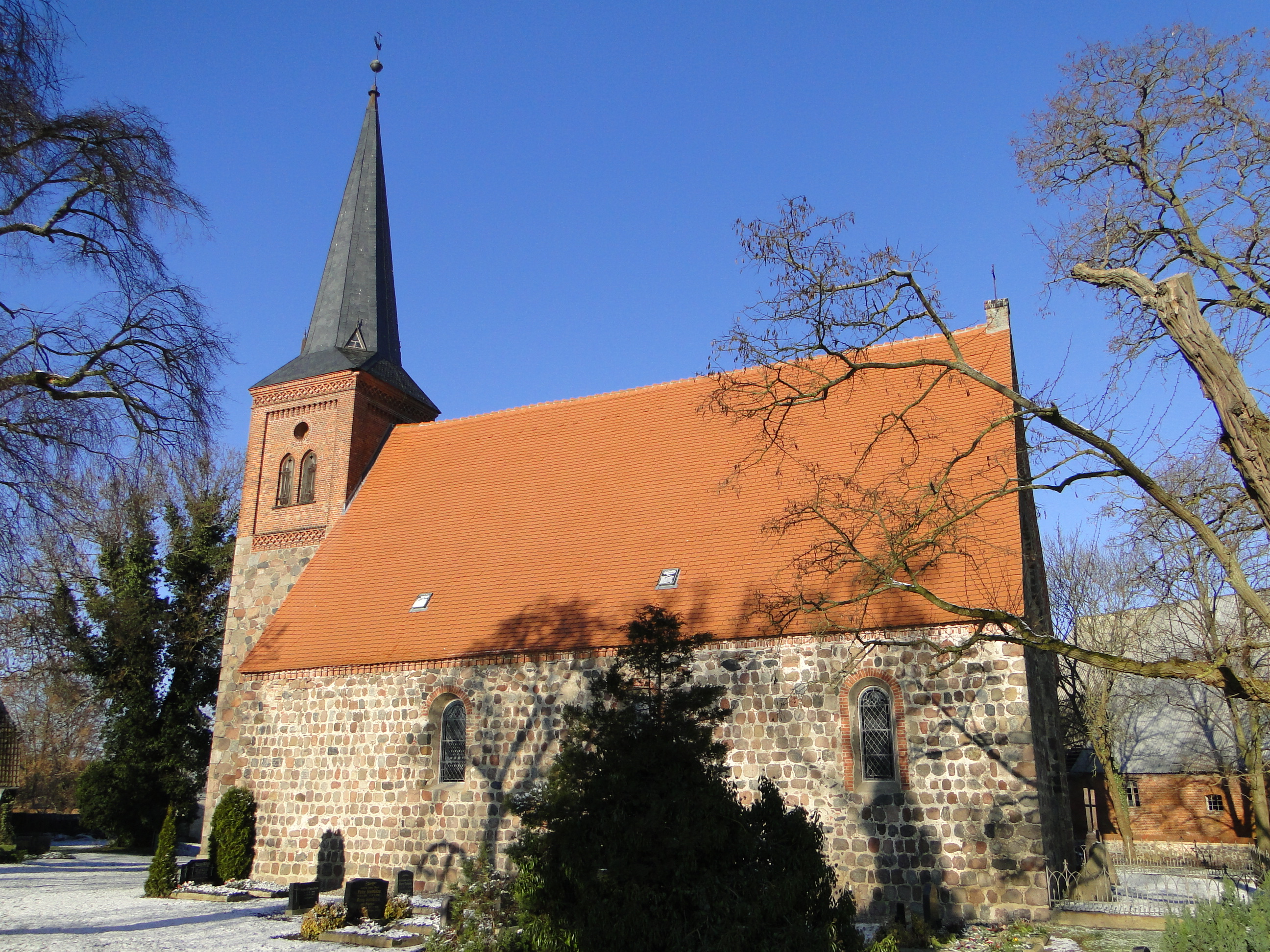
Feldsteinkirche Beseritz

## Verkehrsanbindung
Es bestehen gute Straßenverbindungen von Beseritz in die nähergelegenen Städte Friedland und Neubrandenburg. Durch den Bau der Autobahn-Anschlussstelle nahe der Nachbargemeinde Brunn Ende 2002 ist Beseritz nur acht Kilometer von der Bundesautobahn 20 entfernt.

## Persönlichkeiten
- Andreas Gottlieb Masch (* 5. Dezember 1724 in Beseritz; † 26. Oktober 1807 in Neustrelitz), Superintendent für Mecklenburg-Strelitz und Hofprediger in Neustrelitz
- Johann August Schlettwein (* 8. August 1731 in Großobringen bei Weimar; † 24. April 1802 in Dahlen), Nationalökonom, lebte nach 1784 in Beseritz.
- Johann Christoph Rodbertus (* 19. November 1775 in Barth; † 16. März 1827 in Beseritz), Rechtswissenschaftler, lebte ab 1808 in Beseritz.
- Carl Wilhelm Heinrich Koch (* 9. September 1829 in Beseritz; † 23. Januar 1866 in Bielefeld) war ein deutscher Mechaniker und zusammen mit Carl Baer Gründer der ersten Bielefelder Nähmaschinenfabrik.